# Zbigniew Wacławek
Zbigniew Wacławek (ur. 30 stycznia 1917 w Warszawie, zm. 28 kwietnia 1987 tamże) − polski architekt, nauczyciel akademicki.  

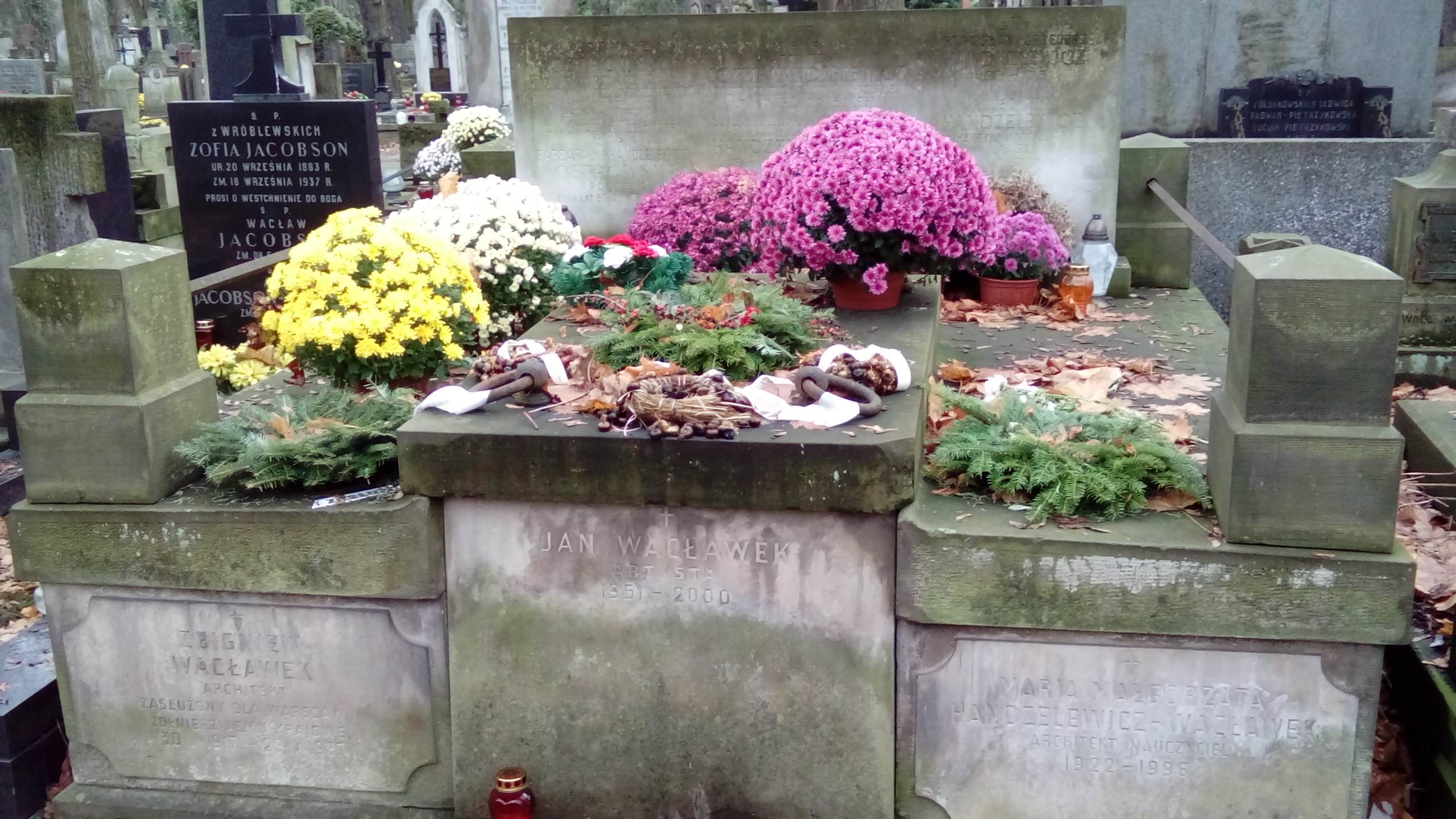
Grób MariI Małgorzaty Handzelewicz-Wacławek i Zbigniewa Wacławka na cmentarzu Powązkowskim

## Życiorys
Syn kupca Stanisława Wacławka i pielęgniarki Janiny Skorupskiej. W 1935 ukończył IV Miejskie Gimnazjum Męskie im. Władysława IV w Warszawie. Rozpoczął studia na Wydziale Architektury Politechniki Warszawskiej w 1936 r., przerwane w okresie wojny i ukończone w 1948 r., dyplomem u Bohdana Pniewskiego. 
W czasie wojny żołnierz Armii Krajowej.
Rozpoczął pracę w pracowni Bohdana Pniewskiego w latach 1947-1948. W latach 1947–1952 był asystentem a potem starszym asystentem Barbary Brukalskiej, a następnie, w latach 1952–1982, był starszym asystentem u Zbigniewa Karpińskiego i Witolda Plapisa. Był projektantem, a potem szefem pracowni w Centralnym Biurze Projektów Architektury i Budownictwa, Biurze Studiów i Projektów Budownictwa Wojskowego, Miastoprojekcie Północ, Miastoprojekcie Śródmieście, Biurze Projektów Budownictwa Ogólnego (prowadził pracownię wraz żoną Marią Małgorzatą Handzelewicz-Wacławkową. Jako członek SARP był prezesem Oddziału Warszawskiego w latach 1965–1969 pełnił wielokrotnie funkcję Sędziego SARP. W 1979 uzyskał status twórcy Ministerstwa Kultury i Sztuki. W 1982 był założycielem i pierwszym dyrektorem w Autorskich Pracowniach Architektury P.P. (pierwsze „prawie” prywatne biuro projektowe w Polsce), w którym jedną ze sfederowanych pracowni prowadził z żoną Małgorzatą Handzelewicz-Wacławek
Współpracował z prof. Zbigniewem Karpińskim przy projekcie i realizacji Ściany Wschodniej w Warszawie. 
Wielokrotnie odznaczany za swoją działalność.
Pochowany na cmentarzu Powązkowskim w Warszawie (kw. 52-3-25/26).

## Życie prywatne
Ojciec Krzysztofa Wacławka, Jana Wacławka i Jakuba Wacławka.

## Główne dzieła
- Dom jednorodzinny w Komorowie – 1943
- Koszary na Bielanach – 1946
- Wojskowy Port Lotniczy na Bemowie – 1949/1950
- Akademia Sztabu Generalnego – 1951/1952
- Budynek biurowy MON przy ul. Nowowiejskiej – 1951/1953
- Hala Kopińska w Warszawie – 1952[2]
- Dom jednorodzinny przy ul. Szarotki w Warszawie – 1953
- Dom jednorodzinny przy ul. Tucholskiej w Warszawie – 1953
- Meble dla PAN – 1954
- Wojskowa Akademia Techniczna – 1956
- Dom wielorodzinny przy ul. Krętej – 1956/1957
- Osiedle Młynów V – 1957-1959
  - współautor: Halina Fonkowicz
- Strona Wschodnia – generalny projektant prof. Zbigniew Karpiński – 1961-1973:
  - Dom Towarowy „Junior”
  - Wieżowce mieszkalne przy ul. Chmielnej i ul. Sienkiewicza
  - Teatr „Mały”
  - Kino „Relax”
  - Budynek mieszkalny przy ul. Zgoda
- Budynek mieszkalny przy ul. Ludnej/Solec – 1968
- Osiedle mieszkaniowe „Targówek” – 1972/1978
  - współautor Maria Małgorzata Handzelewicz-Wacławek
- Pawilony na wystawach I targach w Płowdiwie, Lipsku, Moskwie, Budapeszcie i Damaszku – 1960-1971
- Pawilon handlowy na os. Targówek - 1976
  - współautor Elżbieta Skrzyńska
- Elewacja kościoła pw. Chrystusa Króla na os. Targówek – 1977
- Wikariatka przy kościele Chrystusa Króla na os. Targówek – 1978
- Kościół w Śródborowie – 1978
  - współautor Maria Małgorzata Handzelewicz-Wacławek
- Budynki mieszkalne przy ul. Mokrej w Warszawie – 1986

### Ważniejsze projekty
Niżej wymieniono jego najważniejsze, niezrealizowane projekty:
- Hotel „Orbis” przy ul. Marszałkowskiej i Al. Jerozolimskich – 1965, współautor Maria Małgorzata Handzelewicz-Wacławek
- Budynek biurowy „RSW Prasa” – 1968
- Dom Wypoczynkowy „Boryszew” w Krynicy – 1969
- Dom Wypoczynkowy „Zremb” w Krynicy – 1970
- Hotel „Orbisu” przy ul. Marszałkowskiej/Królewskiej – 1970
  - współautor Maria Małgorzata Handzelewicz-Wacławek
- Dom Wypoczynkowy huty „Szczakowa” w Krynicy – 1971
- Rozbudowa KC PZPR – 1971-1972
  - współautor Maria M. Handzelewicz-Wacławek, Andrzej Kaliszewski
- Ministerstwo Sprawiedliwości przy ul Kruczej/Pięknej – 1976
- Ośrodek Badań Kolejnictwa w Warszawie – 1976
  - współautor Bogdan Napieralski
- Ośrodki Wypoczynkowe URM, MSZ i Rady Państwa w Skubiance – 1979,
  - współautor Maria Małgorzata Handzelewicz-Wacławek
- Zespół domów jednorodzinnych na os. Targówek – 1979
  - współautor Maria Małgorzata Handzelewicz-Wacławek
- Hotel „Orbis” przy ul Kruczej/Pięknej – 1979
- Budynek wielorodzinny URM przy ul. Kwiatowej – 1979
- Osiedle jednorodzinne „Podolczyce” w Płocku – 1981/1982,
  - współautor Maria M. Handzelewicz-Wacławek, Andrzej Kaliszewski
- Centrum handlowe os. „Targówek” – 1983/1985
- Wnętrza [nowe] Teatru Małego – 1985
- Studium przekształcenia elewacji Domów Towarowych Centrum – 1987

### Nagrody
- Srebrny Krzyż Zasługi - 1956
- Nagroda II st. Komitetu Budownictwa, Architektury I Urbanistyki [os. Młynów V] – 1962
- Srebrna Odznaka Odbudowy Warszawy – 1963
- Złota Odznaka Odbudowy Warszawy – 1966
- Brązowy Medal „Za zasługi dla obronności kraju” – 1968
- Krzyż Oficerski Orderu Odrodzenia Polski – 1969
- Nagroda II stopnia Min. Budownictwa [pasaż Strony Wschodniej] – 1971
- Złota Odznaka za Zasługi dla Warszawy – 1972
- Sześcian „1973” [osiedle Targówek] – 1973
- Odznaka „Milionera” przyznawana przez Prezydenta miasta stołecznego Warszawy  [zrealizowanie miliona metrów sześciennych w Warszawie]
- Złota Odznaka Ministerstwa Budownictwa – 1977
- Złota Odznaka SARP
- Nagroda Doroczna m.st. Warszawy – 1981
- Nagroda II stopnia Ministra Nauki i Szkolnictwa Wyższego – 1982
- Honorowa nagroda SARP (pośmiertna), wraz z żoną Maria Małgorzatą Handzelewicz-Wacławkową w 1987 r.

### Projekty konkursowe
Niżej wymieniono projekty nagrodzone w konkursach:
- Dom mieszkalny przyfabryczny w Kawęczynie 1942/1943, II nagroda
- Kapliczka przydrożna – 1943, wyróżnienie
- Domy mieszkalne przy rynku małego miasta – 1943, IV nagroda
- Dom Ludowy – 1944
- Gmach PKO w warszawie – 1947
- Kino „Praha” w Warszawie – 1947, II nagroda
- Gmach CDT w Warszawie – 1948
- Centralny Dom Młodzieży w Warszawie – 1948, wyróżnienie
  - współautorzy J. Jaśkiewicz, J. Kowarski, L. Dąbrowski
- Dzielnica uniwersytecka w Łodzi, 1949, wyróżnienie
- Gmach „Orbisu” w Warszawie – 1949
- Otoczenie bud. „Cedergren”  [PASTA] – 1950, nagroda
- Plac Centralny w Nowej Hucie – 1951, wyróżnienie
  - współautor Maria Małgorzata Handzelewicz-Wacławek
- Wielokondygnacyjny budynek mieszkalny – 1953, III nagroda
- Łuk Tryumfalny w Lublinie – 1954,
  - współautor Maria Małgorzata Handzelewicz-Wacławek – 1944
- Otoczenie Wawelu w Krakowie – 1954,
  - współautor Maria Małgorzata Handzelewicz-Wacławek
- Mauzoleum w Karachi – 1956,
  - współautor Maria Małgorzata Handzelewicz-Wacławek
- Pawilon gastronomiczny – 1956, III nagroda
- Budynek Panoramy Racławickiej we Wrocławiu – 1957
- Osiedle „Młynów V” w Warszawie – I nagroda
- Kościół w Nowej Hucie – 1957
- Port Lotniczy w Warszawie – 1960, wyróżnienie
  - współautor Maria Małgorzata Handzelewicz-Wacławek
- Strona Wschodnia Placu Centralnego w Warszawie – 1958, wyróżn.
- Zagospodarowanie terenów przyskarpowych w Lublinie –1959, II nagroda.
- Oś Saska – 1962, wyróżnienie
- Pomnik martyrologii Majdanka – 1967
- Centrum Zamościa – 1969, wyróżnienie
- Plac Teatralny w Warszawie – 1970
- Osiedle „Targówek” w Warszawie – 1970, I nagroda,
  - współautor Maria Małgorzata Handzelewicz-Wacławek
- Rozbudowa gmachu KC PZPR w Warszawie, -1971, I nagroda
  - współautor Maria Małgorzata Handzelewicz-Wacławek
- Plac Trzech Krzyży – 1972
- Plac Zwycięstwa w Warszawie – 1972, wyróżnienie
  - współautor Maria M. Handzelewicz-Wacławek i Piotr Marzyński
- Ambasada Polska w Delhi – 1973,
  - współautor Maria M. Handzelewicz-Wacławek i Andrzej Kaliszewski
- Muzeum Sztuki w Łodzi – 1973
- Ambasada w Nowym Delhi – 1973
  - współautor Maria Małgorzata Handzelewicz-Wacławek
- Centrum Krynicy – 1974, wyróżnienie,
  - współautor Maria Małgorzata Handzelewicz-Wacławek
- Strona [Ściana] Zachodnia w Warszawie – 1975,
  - współautor Maria Małgorzata Handzelewicz-Wacławek
- Domy Towarowe w Krakowie – 1975
  - współautor Maria M. Handzelewicz-Wacławek i Bogdan Napieralski
- Tete Defense Paryż– 1985